# Nelson García Otero
Nelson García Otero (Montevideo, 16 de diciembre de 1922 - ídem, 28 de junio de 2011), magistrado uruguayo, ministro de la Suprema Corte de Justicia de su país entre 1985 y 1992.

## Biografía
Graduado como abogado en la Facultad de Derecho de la Universidad de la República en 1947, ingresó al Poder Judicial en abril de 1948 como Juez de Paz en el departamento de Cerro Largo. Se desempeñó como Juez de Paz en diversos destinos en el interior del país y en Montevideo. En 1952 fue designado Juez Letrado en Cerro Largo, y posteriormente fue Juez Letrado en Lavalleja durante varios años. Desde 1962 fue Juez Letrado en lo Civil en la capital del país.
En 1966 fue ascendido al cargo de ministro del Tribunal de Apelaciones en lo Civil de 1.er Turno, donde permaneció durante doce años hasta que en 1978 fue destituido de la magistratura judicial por la dictadura militar entonces imperante en el país.
En mayo de 1985, al restaurarse la democracia en el Uruguay, la Asamblea General lo designó como ministro de la Suprema Corte de Justicia. Ocupó la presidencia de la Corte en dos ocasiones, durante los años 1985 y 1990 respectivamente.
Durante su periodo en el cargo le correspondió fallar sobre uno de los temas más divisivos de la historia reciente en el Uruguay, la Ley de Caducidad, a cuya constitucionalidad se opuso.
Se retiró de su cargo como ministro de la Suprema Corte de Justicia en diciembre de 1992, al alcanzar los 70 años, edad máxima establecida por la Constitución para ocupar cargos judiciales en el Uruguay.
A fines de 2009 fue distinguido con el Premio Iberoamericano al Mérito Judicial, compartido con otros dos juristas latinoamericanos.